# Billie Chedid
Pour les articles homonymes, voir Chedid.
Pour les autres membres de la famille, voir Famille Chedid.
 (juin 2025).
 (juin 2025).
La mise en forme du texte ne suit pas les recommandations de Wikipédia : il faut le « wikifier ».
Les points d'amélioration suivants sont les cas les plus fréquents :
- Les titres sont pré-formatés par le logiciel. Ils ne sont ni en capitales, ni en gras.
- Le texte ne doit pas être écrit en capitales (les noms de famille non plus), ni en gras, ni en italique, ni en « petit »…
- Le gras n'est utilisé que pour surligner le titre de l'article dans l'introduction, une seule fois.
- L'italique est rarement utilisé : mots en langue étrangère, titres d'œuvres, noms de bateaux, etc.
- Les citations ne sont pas en italique mais en corps de texte normal. Elles sont entourées par des guillemets français : « et ».
- Les listes à puces sont à éviter, des paragraphes rédigés étant largement préférés. Les tableaux sont à réserver à la présentation de données structurées (résultats, etc.).
- Les appels de note de bas de page (petits chiffres en exposant, introduits par l'outil «  Source ») sont à placer entre la fin de phrase et le point final[comme ça].
- Les liens internes (vers d'autres articles de Wikipédia) sont à choisir avec parcimonie. Créez des liens vers des articles approfondissant le sujet. Les termes génériques sans rapport avec le sujet sont à éviter, ainsi que les répétitions de liens vers un même terme.
- Les liens externes sont à placer uniquement dans une section « Liens externes », à la fin de l'article. Ces liens sont à choisir avec parcimonie suivant les règles définies. Si un lien sert de source à l'article, son insertion dans le texte est à faire par les notes de bas de page.
- La présentation des références doit suivre les conventions bibliographiques. Il est recommandé d'utiliser les modèles {{Ouvrage}}, {{Chapitre}}, {{Article}}, {{Lien web}} et/ou {{Bibliographie}}. Le mode d'édition visuel peut mettre en forme automatiquement les références.
- Insérer une infobox (cadre d'informations à droite) n'est pas obligatoire pour parachever la mise en page.

Pour une aide détaillée, merci de consulter Aide:Wikification.
Si vous pensez que ces points ont été résolus, vous pouvez retirer ce bandeau et améliorer la mise en forme d'un autre article.

Billie Chedid est une chanteuse française née le 1er mai 2002.  
Fille de l’auteur-compositeur-interprète Matthieu Chedid (alias -M-) et de la réalisatrice Céline Bary, elle se fait remarquer dès l’adolescence en accompagnant son père sur scène, avant de se lancer dans une carrière solo.

## Formation
Formée à l’American School of Modern Music à Paris entre 2020 et 2022, Billie Chedid y développe ses compétences en jazz, harmonie et composition.  
Elle y façonne un univers musical mêlant dream pop, post-punk et chanson française, inspirée notamment par les Cocteau Twins, Joy Division, Velvet Underground ou Françoise Hardy.

## Carrière artistique
En janvier 2025, elle sort son premier EP solo, J’avance, salué par la critique pour son identité sonore singulière et sa maturité artistique. Les Oreilles Curieuses lui attribuent la note de 7,5/10, applaudissant sa capacité à faire coexister dream-pop et post-punk avec une touche de chanson française.

## Discographie

### EP
- 2025 : j’avance : premier EP solo.

### Singles
- 2024 : ami imaginaire
- 2024 : j'avance

### Contributions
- 2017 : Telle mère, telle fille (bande originale) : chœurs sur le titre "Hey, Hey".
- 2019 : Lettre infinie (album de -M-) : chœurs sur huit titres, album sorti le 25 janvier 2019.

## Scènes notables
- Décembre 2017 – AccorHotels Arena, lors de la fin de la tournée Lamomali.
- 12 mai 2018 – Festival de Cannes.
- 11 septembre 2023 – Musée Grévin, aux côtés de son père pour l’inauguration de sa statue.